# Benjamín Domínguez
Benjamín Domínguez, né le 19 septembre 2003 à La Plata en Argentine, est un footballeur argentin qui évolue au poste d'ailier gauche au Bologne FC.

## Biographie

### En club
Né à La Plata en Argentine, Benjamín Domínguez est formé au Gimnasia La Plata. En 2021, il est intégré pour la première fois avec l'équipe première.
Domínguez joue son premier match en professionnel le 23 novembre 2021, lors d'une rencontre de championnat face au CA Talleres. Il entre en jeu et son équipe s'impose par cinq buts à deux,. Il signe son premier contrat professionnel le 4 janvier 2022, étant alors lié au club jusqu'en décembre 2024.
Le 4 septembre 2022, Domínguez inscrit son premier but en professionnel lors d'une rencontre de championnat contre le CA Independiente. Titulaire, il marque le but égalisateur et son équipe l'emporte (3-1 score final).

### En sélection
Alors qu'il est pressenti pour faire partie de l'équipe d'Argentine des moins de 20 ans pour participer à la coupe du monde des moins de 20 ans en 2023, Benjamín Domínguez est finalement absent de la liste du sélectionneur Javier Mascherano en raison d'une blessure.